# 星月まゆら
星月 まゆら（ほしづき まゆら/ほしつき まゆら、1982年12月30日 - ）は、日本の元AV女優。
東京都出身。女優時代はキュービック所属。

## 略歴
- 2002年 - 『ピュアinハート MAYURA』（クリスタル映像）でAVデビュー。
- 2003年より2006年まで共演作やオムニバス作品の出演が多くなり、キカタン（企画単体）女優として活動する。
- 2005年9月 - ドグマ主催のD-1クライマックス作品『Mドラッグ』（TOHJIRO監督）に出演し、売り上げが1位になり優勝し投票により「初代エロシンデレラ」に選ばれた。
- 2006年8月 - ドグマ専属女優になり、TOHJIROファミリー「TOHJIRO・M女軍団」の一員になる。
- 2010年3月28日 公式ブログ[1]にて引退を発表、及びドグマサイトにて引退の報告[2]がされた。
- 2011年5月23日、大塚咲、かすみ果穂、藤井シェリー、範田紗々、佐伯奈々、水野つかさ、滝沢優奈とともに、AV女優となったことについての彼女の告白が載った『裸心　なぜ彼女たちはAV女優という生き方を選んだのか?』（集英社）が発売された[3]。

## 人物・エピソード
- 特技・趣味は乗馬、イラスト、妄想。動物が好きで犬、猫、亀に蛇も飼っている。普通自動車以外に大型自動二輪車免許も持ち愛車はヤマハ・ドラッグスター1100(2006年1月時点)
- 1984年や85年生まれの情報もあるがブログで免許証写真を公開した際に「昭和57年12月30日」とあり正確な誕生日が判明した。

## 作品

### アダルトビデオ
2002年
- ピュアinハート MAYURA (8月27日 クリスタル映像)
- おまかせ女子校生 (9月24日 クリスタル映像)
- からふるピュアガール (10月31日 クリスタル映像)
- 恥ずかしいコト。　(12月 アウダースジャパン)

2003年
- 催淫 (2月20日 トランスコーポレーション)
- MYDOL SEMEN VOL.2 (2月20日 忠実堂)
- Angel (4月8日 アイデアポケット)
- 五ハメ (4月19日 忠実堂)
- 女子高生監禁凌辱 鬼畜輪姦 43 (5月8日 アタッカーズ)
- ロリコンじいちゃんと孫娘 (7月5日 SODクリエイト)
- プライベートザーメン［飲む女］ (7月20日 トランスコーポレーション)
- お尻と性器 16 (8月1日 ワンズファクトリー)
- 蛇縛の発狂飼育 (8月8日 アタッカーズ)
- 真絶対服従 参 (9月1日 ゴーゴーズ)
- NO.1 スーパー(超)ミニスカ軍団 (11月6日 アイエナジー)
- NO.1 聖☆星月まゆら (12月4日 アイエナジー)
- 女子校生たちを犯しませんか 2 (12月12日 隼エージェンシー)
- プチ裸出 Vol.2 (12月18日 ナチュラルハイ)

2004年
- ロリロリ監禁III (1月9日 隼エージェンシー)
- フェラコレ2004冬 (1月9日 隼エージェンシー)
- 小便少女 (1月22日 ナチュラルハイ)
- NO.1美女軍団 女子校生中出し大輪姦 4学園のNO.1アイドル4人の大輪姦祭 (2月5日、アイエナジー)
- 破廉恥X 2 性処理玩具3人の淫乱女子校生破廉恥X 2 性処理玩具3人の淫乱女子校生 (2月13日、隼エージェンシー)
- オナニスト［第六章］ (2月13日、隼エージェンシー)
- PANDRA BOX ～不法侵入～ (3月1日 YSO)
- 少女Eighteen Special III (3月12日 隼エージェンシー)
- KARAMI (3月12日 メディアバンク)
- Real (3月13日 オーロラプロジェクト)
- NO.1美女軍団 新人ナースの中出し検診 (3月18日 アイエナジー)
- GOKAN 2 (4月8日 アタッカーズ)
- まゆらの穴 (5月14日、隼エージェンシー)
- 絶対服従リベンジ5 スパンキング・クリップ責め編2 (5月14日 ゴーゴーズ)
- FACE 71 (6月18日 アウダースジャパン)
- 裏FACE 催眠 7 (6月18日 アウダースジャパン)
- LOVE+星月まゆら (6月20日 ゼロコーポレーション)
- LUSH GIRLS GO CRAZY KOYUKI&MAYURA 前編 (6月25日 オーロラ・プロジェクト)
- LUSH GIRLS GO CRAZY KOYUKI&MAYURA 後編 (6月25日 オーロラ・プロジェクト)
- ブルーフィルム ありのまま・美少女Hの記録 (7月10日 ドグマ)
- 拘束椅子トランス (8月10日 ドグマ)
- 凌辱された4人の女子校生 (8月12日 隼エージェンシー)
- やっぱ! 中出しでしょ 11人の中出し姫 (8月12日 隼エージェンシー)
- セーラー服と機関汁 (8月19日 アイエナジー) ※発売中止作品
- ピュア・マインド (9月5日 YSO)
- オナニー中毒少女 (10月10日 ドグマ)
- こだわりの手コキ 26人の手コキ嬢 (10月14日 隼エージェンシー)
- あぶない放課後 犯された9人の女子校生 (10月14日 隼エージェンシー)
- 淫語クリニック 2 (10月14日 隼エージェンシー)…共演:森田りこ
- 痴漢書店 (8月20日 イマージュ)…オムニバス作品
- ブルセラぶっかけザーメン (11月4日、アイエナジー)
- おしおき中出し (11月13日 隼エージェンシー)
- 人妻ぶっかけザーメン (12月4日 アイエナジー)
- 女子校生強制中出し 4 (12月15日、隼エージェンシー)
- フェラコレ2004 フェラマニア完全保存版 40人のフェラジェンヌ (12月15日 隼エージェンシー)
- キス・コレクション 25人のべろんちょ娘 (12月15日 隼エージェンシー)

2005年
- あぶない放課後2 犯された9人の女子校生 (1月15日 隼エージェンシー)
- オナニスト ［第九章］ (1月15日 隼エージェンシー)
- 制服イマラチオ (1月20日 ロッソ)
- 女子高生拉致監禁20 (1月21日 ゴーゴーズ)
- 白い性欲 (2月10日 ドグマ)
- AVアイドルを舞台に上げてヤジとイジメで犯しまくる (2月17日 甲斐正明事務所(ブリット))
- 脱衣フットサル部 ノーパンストライカー (2月20日 ネクストイレブン)
- 美人ナースのSEXファイル (2月25日 うまなみ。(ケイ・エム・プロデュース))
- まゆらの穴2 (3月17日 隼エージェンシー)
- Love Cos-Hips (3月18日 イー・コンプレックス)
- イイ女狩り6 (3月18日 うまなみ。(ケイ・エム・プロデュース))
- 良夫ちゃんの感交旅行 (4月2日 グローリークエスト)
- Jelly Bean (4月21日 ビデオバンク)
- ロリータ飼育狂時代 3 (4月23日 グローリークエスト)
- キモ男と女子校生のベロベロちゅうちゅう 2 (5月13日 グローリークエスト)
- ノーモザイクおまんこ (5月13日 カルマ)
- 妹たちに犯されたい･･･。 (5月15日 ドグマ)
- 陵辱バスガイド (5月20日 タカラ映像)
- 女子校生れず先輩と私66 (5月20日 U&K)
- 萌えコス。[ネコ耳家政婦] (6月24日 タカラ映像)
- 女だらけの世界 VOL.8 強い女集団格闘編 (7月1日 MOODYZ)
- ゴールドマン淫語大全集 (7月13日 隼エージェンシー)…オムニバス作品
- CHEERS! 8 (7月21日 芳友舎)
- フェラ娘。 (7月21日 ディープス)…オムニバス作品
- 淫乱痴女学園 (8月1日 アイデアポケット)
- 欲情人妻中出し (8月5日 タカラ映像)…オムニバス作品
- THE REAL FACE (8月20日 ジパング)
- PURE MIND DX (8月20日 ジパング)
- THE REAL FACE (8月20日 YSO)
- 集団女子校生万引き折檻 (8月20日 ネクストイレブン)
- 痴女ホテル (8月20日 イマージュ)
- くすぐり悶絶遊び 1 (8月26日 U&K)
- お屋敷メイド見習い心得 (9月5日 ワープエンタテインメント)
- Mドラッグ 女体肉便器・連続強制フェラ・生中出し (9月15日 ドグマ)
- 女子校生輪姦中出し (9月20日 GLAY'z)
- バーチャルデート 女友達と海に行こう (9月20日 ネクストイレブン)
- エロランジェリーTVショッピング (9月20日 ネクストイレブン)
- 無制限生中出し 4 (9月22日 ディープス)
- オジコンギャル?のおやじ逆ナンパ 2 (9月25日 ホットエンターテイメント)
- 星月まゆらの表に出せないビデオのDVD (10月7日 エイチエス映像)
- 人妻ホテル不倫 (10月7日 タカラ映像)オムニバス作品
- THEメッシー・変態グルメ 1 (10月8日 レインメーカー)
- THE KING GAME (10月15日 アレックス)
- 女子高生悪戯計画 (10月20日 ネクストイレブン)
- 若妻の匂い Vol.112 (10月21日 光夜蝶)
- メガネっ娘 透け乳首 (10月21日(セル)/10月28日(レンタル) 笠倉出版社)
- うまなみプレゼンツ 10美人ナース 4時間 (10月28日 おかず。(ケイ・エム・プロデュース))…うまなみ。作品『美人ナースのSEXファイル』のセルDVD化作品
- 変態志願 (11月4日 タカラ映像)
- PORNOGRAPH 05 (11月5日 ハマジム)オムニバス作品
- パイパン大運動会EX (11月7日 カルマ)
- レイプ常習犯II 強姦された9人の女たち (11月11日 隼エージェンシー)
- エロネタクイズ国内予選 (11月15日 アレックス)
- アナルトランスDX (11月15日 ドグマ)
- まんこビンタ (11月25日 アロマ企画)
- 黒 Stocking 3 (11月25日 笠倉出版社)オムニバス作品
- 舌頂！超ベロ長フェチシズム2 ～唾液で口元汚すベロ長娘達 (12月6日 アロマ企画)
- 若妻の肉体 (12月9日 LEO)
- あやつり人形調教記録MarionetteLady5 (12月13日 ウエストメディア)
- 淫校シンフォニー 真レズビアン学園 (12月16日 ビッグモーカル)
- モザイク一切無し!!丸見え全開!!!ぼくらの子宮 (12月23日 モザイク一切無し!!)
- 白いブラウスを引きちぎって女教師を犯したい (12月31日 アテナ映像)オムニバス作品

2006年
- 僕、専用。[Z]SPECIAL 時空の旅人 (1月12日 ゴーゴーズ)
- 思春期愛好家 (1月14日 ガッツ)
- 愛あるゴックン 汁好き乙女の切なる願い (1月15日 ワープエンタテインメント)
- 性愛の旅路 (1月19日 ジースタイル)
- 名古屋嬢23 まゆら (1月26日 ケー・トライブ)
- 舐められ倶楽部・別館 接吻ハイスクール・ルーム (1月27日 アロマ企画)
- 黒髪女子校生 3 (2月10日 ビッグモーカル)
- インモラル天使 (2月24日 シネマジャック)
- 私立IP女学院 (3月1日 アイデアポケット)
- ハレン痴女子校生 (3月7日 プレミアム)
- Go!Go!Chobi Nurse!!1 (3月13日 ウエストメディア)
- 縄・M女優コレクション3 (3月15日 ドグマ)
- 女子校生痴漢地獄 (4月7日 プレミアム)
- レズノアール2 肉奴隷調教飼育 (4月7日 アタッカーズ)
- 痴まみれ女子校生 1 (4月10日 ロッソ)
- KARMAファン感謝祭 ロリロリバスツアー (4月13日 カルマ)
- フェイス/ステイナイト (4月14日 TMA)
- 雌女anthology #030 (4月21日 アウダースジャパン)
- Sex Life (4月24日 実録出版)
- Dolls ［夢心］ (4月29日 ドリームチケット)
- ドリーム学園10 (5月1日 MOODYZ) ※AV OPEN 2006エントリー作品
- 奴隷島第三章四女・晴香の屈服 (5月7日 アタッカーズ)
- イメージアイドル生晒し (5月13日 ウエストメディア)
- ヌキどころ一気に見せます!パイパン大運動会総集編+未公開オフショット (5月13日 カルマ)
- ポルチオエステサロン 4 (5月18日 性科学研究所)※並木真由として出演
- うまなみプレゼンツ18イイ女狩り4時間 3 (5月19日 おかず。(ケイ・エム・プロデュース))…うまなみ。作品『イイ女狩り6』のセルDVD化作品
- レズ姫 呪縛愛 ゆめ&まゆら (6月 グリッターズフィルム)
- 張れ日本代表!AV WORLD CUP (6月1日 アイデアポケット)
- 女の子のSMまゆらとかすみ (6月7日 アタッカーズ)
- 縄・トライアングル レズビアン (6月19日 ドグマ)
- 非日常的悶絶遊戯 54 出版社編集者、まゆらの場合 (7月10日 AVS)
- ふたなり乱交 (8月4日 甲斐正明事務所(現・ブリット))
- 女の子のSM アゲハとまゆらとゆりあ (8月7日 アタッカーズ)
- 蛇縛の拷問折檻 6 5000万円分の狂気 (8月7日 アタッカーズ)
- 世界一巨大な性感帯を持つ美少女 (8月17日 SODクリエイト)
- 集団メイドカフェジャック (8月19日 ドグマ)
- ドリーム学園10 6時間1980円 完全版 (9月1日 MOODYZ)
- 爆弾リンチ 星月まゆら NON STOP アイドル潰し (9月7日 アイエナジー)
- 調教召使いレズビアンコレクション 凌辱新約性書 (9月7日 EVE)
- 僕と星月まゆらとニューハーフ 女同士の嫉妬?完全体ニューハーフとの世にも奇妙な三角関係。 (9月13日 カルマ)
- 中出しマニア 7 (9月14日 中出し娘)
- AVギャルの素人電車男逆ナンパ180分 (9月22日 ビッグモーカル)
- 星月まゆらファン感謝DAY (10月19日 ドグマ)
- 借金若妻ヤミ凌辱 (11月7日 アタッカーズ)
- 妹に犯されたい。 (11月19日 ドグマ)
- ロリスペレズ (12月19日 ドグマ)

2007年
- 狙女の子のSM りことまゆら (1月7日 アタッカーズ)
- ワキ毛・ドラッグ (4月19日 ドグマ)
- 縄・7人のM女 (6月19日 ドグマ)
- ゲボレズ・ドラッグ (8月19日 ドグマ)
- MARIONETTE LADY ＃05 (11月16日 Beck's Media)

2008年
- レズビアンとKissとエロス 2 (1月14日 LEO)
- ソフトでいやらしいまゆらのオナニーナビゲーター (1月19日 ドグマ)
- イメージアイドル生晒し (1月30日 Beck's Media)
- ERO POP GIRL ベロチュパ・レズ (2月19日 ドグマ)
- Wワキ毛・レズフィスト・ドラッグ (5月19日 ドグマ)
- ゲロ浣腸エクスタシー X (11月22日、ドグマ) ※AVグランプリ2009 エントリー作品

2009年
- 縄の家 緊縛絵師と背徳姉妹 (4月19日 ドグマ)

他多数出演

### テレビ番組
- Peach-Pit 桃のたね（MONDO TV）
- 美女と湯めぐり　越後湯沢温泉